# Židé v Rakousku

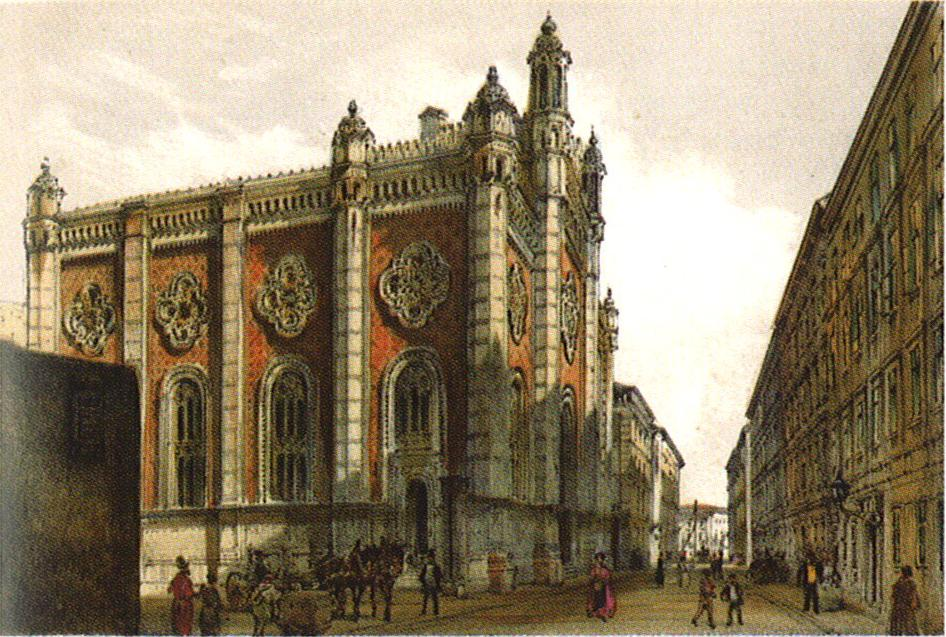
Vídeňská synagoga "Leopoldstadtský templ"

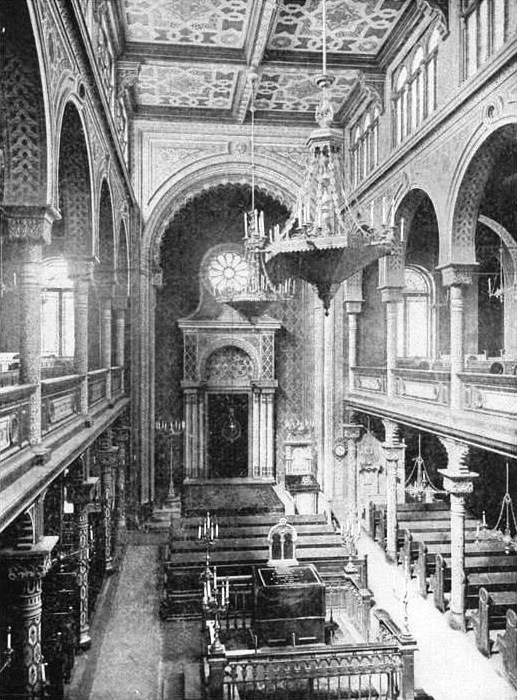
Interiér Polské synagogy ve Vídni

Židé v Rakousku je označení židovské diaspory na území dnešního Rakouska, vztahuje se ale také na historická území Rakouského vévodství a následně Rakouského a rakousko-uherského císařství.

## Historie
Židé území dnešního Rakouska obývali prokazatelně již v době, kdy větší část země byla pod nadvládou Římské říše. Poprvé se Rakousko stalo střediskem židovské učenosti v průběhu 13. století. Sílící antisemitismus však vedl v roce 1669 k vyhánění Židů. Po formálním opětovném přijímání Židů v roce 1848 se znovu vytvořila početná židovská komunita. Ta svého největšího rozkvětu dosáhla rakouská židovská diaspora v období před první světovou válkou a meziválečném období. V roce 1934 žilo v Rakousku přes 200 tisíc Židů, z nichž drtivá většina byla soustředěna ve Vídni. Tato komunita patřila k nejintelektuálnějším centrům židovského světa a neobyčejně silně se podílela na kulturním a společenském rozvoji celého regionu.
Ostrý zlom nastal po anšlusu Rakouska nacistickým Německem, kdy byla téměř celá komunita zlikvidována. Část židovstva emigrovala, většina však zahynula během holokaustu. Většina přeživších druhou světovou válku emigrovala do Izraele. Současná židovská populace v Rakousku čítá asi 9000 osob.  Část současné populace tvoří imigranti ze zemí bývalého Sovětského svazu.
V roce 1991 přijala rakouská vláda usnesení přiznávající rakouskou spoluúčast na zločinech spáchaných Třetí říší.

## Demografie
Zdroje dat: rok 1933, rok 1950, rok 1965 Archivováno 29. 9. 2011 na Wayback Machine., rok 1980 Archivováno 29. 9. 2011 na Wayback Machine., rok 2002, rok 2005 Archivováno 4. 8. 2019 na Wayback Machine.

## Významné osobnosti
Následující seznam zahrnuje významné osobnosti z řad rakouských Židů. Jsou v něm uvedeni převážně německy hovořící Židé z historických zemí Habsburské monarchie.

### Architekti
- Heinrich Blum, též Jindřich Blum (1884–1942), brněnský funkcionalistický architekt, narozen v Soběšicích u Brna, zemřel v některém z koncentračních táborů v Polsku
- Otto Eisler (1893–1968), český židovský architekt, který patřil k brněnské meziválečné avantgardě (synagoga Agudas achim). Narozen v Bystřici nad Pernštejnem, zemřel v Brně
- Paul Engelmann (1891–1965), izraelský architekt a filozof z Olomouce, bratr ilustrátorky Anny Engelmannové, přítel filozofa Ludwiga Wittgensteina, spolupracovník českého rodáka Karla Krause
- Josef Frank (1885–1967), architekt
- Ašer Chiram (rod. jm. Zikmund Kerekes, 1897– 1973) izraelský architekt maďarského původu, který ve 20. a 30. letech žil a projektoval v Československu. Autor národního vojenského hřbitova na Herzlově hoře v Jeruzalémě
- Karl (Carl) König (1841-1915) rakouský architekt období historismu, se slovenskými kořeny
- Ernst Wiesner, též Arnošt Wiesner (1890–1971), jeden z nejvýznamnějších brněnských architektů meziválečného období, narozen Malackách

### Duchovní, rabíni, kabalisté
- Mordechaj ben Abraham Benet, též Markus Benedikt (1753–1829) moravský zemský rabín a talmudista. Narodil se ve vesničce Csurgó u Székesfehérváru v tehdejších Uhrách a zemřel v Karlových Varech
- Viktor Aptowitzer (1871–1942), narozen v haličském Ternopilu, židovský teolog, talmudista[2]
- Zachariáš Frankl, též Zacharias Frankel (1801–1875) pražský rodák, zakladatel konzervativního judaismu
- Šabtaj Šeftl Horowitz mladší (kolem roku 1590– 9.[2] nebo 12.[1] dubna 1660) rabín a talmudista.
- Šmu'el Šmelke ben Hirš ha-Levi Horovic, též Samuel Herschel Lewi (1726–1778) chasidský rabín a kabalista, první (a současně poslední) chasid, který byl v českých zemích zvolen do úřadu zemského rabína
- Áron Chorin (1766–1844) maďarský reformní rabín narozený v Hranicích
- David Kaufmann (1852-1899) učenec z Kojetína, studoval Bibli a Talmud s Jacobem Brüllem, kojetínským rabínem a jeho druhým synem Nehemiahem
- Otto (Gabriel) Muneles (1894–1967) pražský judaista, hebraista, znalec židovské mystiky, klasický filolog
- Chatam Sofer, vl. jm. Moše Schreiber (1762–Bratislava) židovský učenec 19. století, spisovatel a učitel
- Samson Wertheimer (1658-1724), německo-rakouský vrchní rabín

### Film a divadlo
- Rudolf Bing (1902–1997), operní impresário, generální manažer Metropolitní opery v New Yorku v letech 1950 až 1972[3]
- Karl Freund (1890–1969) česko-rakouský kameraman a filmový režisér působící v USA, narozený ve Dvoře Králové v Čechách
- Fritz Grünbaum (1880–1941), kabaretní umělec, skladatel operet a populární hudby, dirigent, herec
- Alber Misak, herec[4]
- Kurt Kren (1929–1998), experimentální filmař, režisér avantgardních filmů
- Reggie Nalder (1907–1991), kabaretní tantčník, divadelní, filmový a televizní herec
- Max Reinhardt, vl. jm. Maximilian Goldmann (1873–1943), divadelní režisér a správce divadla
- Joseph Schildkraut (1896–1964), divadelní a filmový herec
- Harry Schein (1924–2006), zakladatel Švédského filmového institutu, spisovatel, chemik

### Filosofové
- Martin Buber (1878–1965), židovský filosof náboženství a překladatel rakouského původu
- Alfred Edersheim, znalec Bible[5]
- Rudolf Eisler (1873–1926), filosof, narozený ve Vídni

### Hudebníci
- Kurt Adler (1907–1977), v Čechách narozený rakouský sbormistr, dirigent a klavírista, Metropolitní opera v New Yorku [6]
- Ignaz Brüll, skladatel a klavírista[7]
- Hanns Eisler (1898–1962), skladatel a autor, spolupracoval s Theodorem W. Adornem
- Joseph Joachim, houslista (narozen v Kopčanech (Kittsee) u Bratislavy, tehdy součást Uherska)[8]
- Hans Keller, muzikolog[9]
- Fritz Kreisler (1875–1962), jeden z nejslavnějších houslista své doby a skladatel [10]
- Erica Moriniová, houslistka [11]
- Heinrich Schenker (1868–1935) rakouský hudební teoretik a skladatel židovského původu z Haliče
- Ervín Schulhoff (1894–1942), český skladatel a klavírista, narozený v Praze[12]
- Julius Schulhoff (1825–1898), český klavírista a skladatel[13]
- Rudolf Schwarz, dirigent[14]
- Hans Walter Susskind (1913–1980), český dirigent[15]
- Richard Tauber, zpěvák a skladatel[16]
- Egon Wellesz, hudební skladatel[17]
- Paul Wittgenstein (1887–1961) rakouský koncertní klavírista, syn Karla Wittgensteina

### Hudební skladatelé
- Robert Bodanzky (1879-1923) skladatel operet a hudebních šlágrů, režisér, novinář, herec a konferenciér. Byl také činný politcky jako anarchista a komunista
- Leopold Fall (1873–1925) vídeňský operní a operetní skladatel z Olomouce. Bratr Siegfrieda a Richarda Fallových, kteří zahynuli v koncentračních táborech
- Richard Fall (1882– počátek roku 1945), hudební skladatel a dirigent z Jevíčka. Zahynul v koncentračním táboře v Osvětimi
- Siegfried Fall (1877–1943), hudební skladatel, klavírista a korepetitor z Olomouce. Zahynul v koncentračním táboře Terezín
- Erich Wolfgang Korngold, skladatel, narozený v Brně[18]
- Fritz Kreisler (1875–1962), jeden z nejslavnějších houslistů své doby a skladatel[10]
- Gustav Mahler, významný hudební skladatel narozený v Kališti u Jihlavy[19]
- Arnold Schoenberg (1871–1954), skladatel (narozený ve Vídni), zakladatel druhé vídeňské školy, hudební teoretik
- Oscar Nathan Straus (1870–1954), rakouský hudební skladatel, autor operet. Nebyl v příbuzenském vztahu k žádnému ze slavných skladatelů Straussů

### Malíři, sochaři, výtvarníci
- Anny Engelmannová (1897– asi 1942 vyhlazovací tábor Malý Trostinec) česko-rakouská ilustrátorka židovského původu z Olomouce, sestra architekta Paula Engelmanna
- Otto Gutfreund (1889–1927) přední kubistický sochař z Čech, průkopník českého novodobého sochařství. Jeho socha Úzkost (1911–12) je považována za první kubistickou sochu

### Podnikatelé, průmyslníci, obchodníci
- Maria Altmannová, roz. Maria Victoria Bloch (1916-2011) americká podnikatelka původem z Vídně, neteř Ferdinanda Blocha-Bauera
- Rudolf Auspitz (1837–1906), rakouský politik, (podnikatel) [20]
- Ferdinand Bloch-Bauer (1864-1945) česko-rakouský podnikatel a milovník umění, narozený v Praze
- Maurice de Hirsch, bankéř a filantrop[21], zemřel na Slovensku
- Isaak Löw Hofmann, Edler von Hofmannsthal, obchodník [22]
- Fritz Waerndorfer (1868-1939), textilní průmyslník, mecenáš umění, spoluzakladatel Wiener Werkstätte
- Karl Wittgenstein (1847–1913) ocelářský magnát, zakladatel hutě Poldi v Kladně, otec filozofa Ludwiga a skladatele Paula Wittgensteinových
- Wilhelm Isaak Wolf, Ritter von Gutmann (1826- 1895) podinkatel, narozený v moravském Lipníku, otec lichtenštejnské kněžny Elsy von Gutmann

### Politici
- Viktor Adler, 1852–1918, rakouský sociálně demokratický politik narozený v Praze
- Josef Samuel Bloch (1850–1923), narozen v Dukle v Haliči, rakouský publicista, politik [23]
- Theodor Herzl (1860–1904) novinář, nejvýznamnější představitel sionismu a „duchovní otec“ Státu Izrael
- Franz Klein, ministr spravedlnosti v letech 1906-1908 a v roce 1916
- Bruno Kreisky, rakouský kancléř 1970-1983, agnostik. Narozen se ve Vídni do židovské rodiny původem z Dolních Kounic
- Ignaz Kuranda, politik narozený v Praze [24]
- Samuel Oppenheimer (1630-1703) dvorní žid a diplomat 17. století u vídeňského dvora cíaře Leopolda I.
- Joseph Redlich, politik, ministr financí na počátku 30. let 20. století
- Šimon Sofer-Schreiber (1820–1883) rabín a politik z Haliče, poslanec Říšské rady, jeden z hlavních představitelů ortodoxního judaismu v Haliči
- Adolf Stránský (1855–1931) český a československý novinář, politik a zakladatel Lidových novin, rakousko-uherský poslanec Moravského zemského sněmu a Říšské rady
- Ludwig Spiegel (1864–1926) československý vysokoškolský učitel a politik německé národnosti
- Otto Bauer, ministr zahraničí v letech 1918-1919
- Oskar Deutsch (*1963) podnikatel a předseda Izraelitské náboženské obce ve Vídni i Izraelitské náboženské obce Rakouska

### Právníci, advokáti
- Ludwig Czech (1870–1942), rakousko-uherský a později československý advokát a politik, zahynul v Terezíně
- Jindřich Groag (1893–1973), moravský advokát narozený v Olomouci a působící v Brně. Jeho přítelem byl Ludwig Wittgenstein
- Fred F. Herzog, jediný soudce pro židovské záležitosti v Rakousku. Po anšlusu Rakouska uprchl do USA a stal se děkanem dvou právnických škol

### Profesoři, učitelé, pedagogové
- Franz Adler (1899–někdy po 16. říjnu 1944) pražský německý právník, docent ústavního práva na Německé univerzitě v Praze. Zahynul v koncentračním táboře Osvětim.
- Bruno Kafka (1881–1931), rakousko-uherský a československý právník, vysokoškolský pedagog a politik narozený v Praze
- Egon Weiss (1880–1953) brněnský právník, profesor římského práva na Německé univerzitě v Praze, později občanského práva a právních dějin na univerzitě v Innsbrucku

### Psychologové, psychoterapeuti a psychiatři
- Alfred Adler, zakládající člen Vídeňské psychoanalytické společnosti a zakladatel školy individuální psychologie
- Viktor Frankl, psychiatr a psycholog
- Anna Freudová, narozená ve Vídni dětská psycholožka, dcera Sigmunda Freuda
- Sigmund Freud, rodák z moravského Příbora zakladatel psychoanalýzy a neurologie[25]
- Marie Jahoda, psycholožka [26]
- Melanie Kleinová, psychoterapeutka[27]
- Wilhelm Reich, psychiatr a psychoanalytik[28]

### Společenské a politické vědy
- Guido Adler, moravský muzikolog z Ivančic
- Samuel Hugo Bergmann, pražský filosof[29]
- Hugo Botstiber, muzikolog
- Paul Edwards, filosof [30]
- Heinrich Friedjung, moravský historik a politik [31]
- Norbert Jokl, zakladatel albanologie[32]
- Otto Kurz, historik [33]
- Emil Lederer, ekonom[34]
- Ludwig von Mises, ekonom
- Otto Neurath, ekonom, sociolog, filosof
- Emil Utitz (1883–1956) filosof, estetik a psycholog z Čech, profesor několika univerzit vč. Univerzity Karlovy
- Ludwig Wittgenstein, filosof, syn Karla Wittgensteina[35][36] (měl katolický pohřeb)

### Sportovci
- Margarete "Grete" Adlerová, plavkyně, olympijská bronzová medailistka (štafeta 4 x 100 m Volný způsob)[37]
- Richard Bergmann, rakousko-britský stolní tenista, sedminásobný mistr světa, Síň slávy Mezinárodní federace stolního tenisu
- Albert Bogen (Albert Bógathy), šermíř (šavle), olympijský stříbrný medailista
- Fritzi Burger, krasobruslař, 2 x olympijské stříbro, dvojnásobný vicemistr světa
- Siegfried "Fritz" Flesch, šermíř (šavle), olympijský bronzový medailista
- Hans Haas, vzpěrač, olympijský mistr (lehká váha), stříbro
- Judith Haspelová (roz. "Judith Deutsch"), izraelská plavkyně narozená v Rakousku, rakouská rekordmanka ve volném stylu (1935), spolu s Ruth Langerovou a Lucií Goldnerovou odmítla reprezentovat Rakousko na letní Olympiádě v Berlíně roce 1936, protestovala proti Hitlerovi slovy: "odmítám se účastnit soutěže v zemi, která tak nestydatě pronásleduje můj lid."[38]
- Dr. Otto Herschmann, šermíř (šavle), 2 x olympijské stříbro (v šermu a běhu na 100 m volný styl), zatčen nacisty, zahynul v koncentračním táboře Izbica
- Nickolaus "Mickey" Hirschl, zápasník, dvojnásobný olympijský bronzový medailista v těžké váze (volný styl a řecko-římský zápas)
- Felix Kasper, krasobruslař, olympijský bronzový medailista
- Ruth Langerová rakouská plavkyně, v roce 1936 spolu s Judith Haspelovou a Lucií Goldnerovou, se odmítla zúčastnit letních Olympijských her v Berlíně
- Klara Milchová, plavkyně, olympijská bronzová medailistka (štafeta 4 x 100 m volný styl)
- Paul Neumann, plavec, olympijský mistr (500 m volný styl)
- Fred Oberlander, rakouský, britský a kanadský zápasník, mistr světa (volný styl v těžké váze), mistr Makabiády
- Felix Pipes, tenista, olympijský stříbrný medailista (čtyřhra)
- Maxim Podoprigora, olympijský plavec
- Ellen Preisová, šermířka (kord), trojnásobná mistryně světa (1947, 1949 a 1950), olympijská mistryně, 17násobná mistryně Rakouska
- Otto Scheff (roz. "Otto Sochaczewsky"), plavec, olympijský mistr (400 m volný styl) a 2 x bronz (400 m volný styl, 1500 m volný styl)
- Josephine Stickerová, plavkyně, olympijská bronzová medailistka (štafeta 4 x 100 m volný styl)
- Otto Wahle, rakousko-americký plavec, 2 x olympijské stříbro (1000 m volný styl, 200 m překážek) a bronz (400 m volný styl), uveden do mezinárodní plavecké síně slávy

### Vojáci, bojovníci
- Chajim Bar-Lev, velitel izraelských obranných sil (1968–1971)
- Simon Deutsch (1822–1877), revolucionář původem z Mikulova
- Simon Wiesenthal, přeživší holokaust a lovec nacistů[39]

### Ostatní

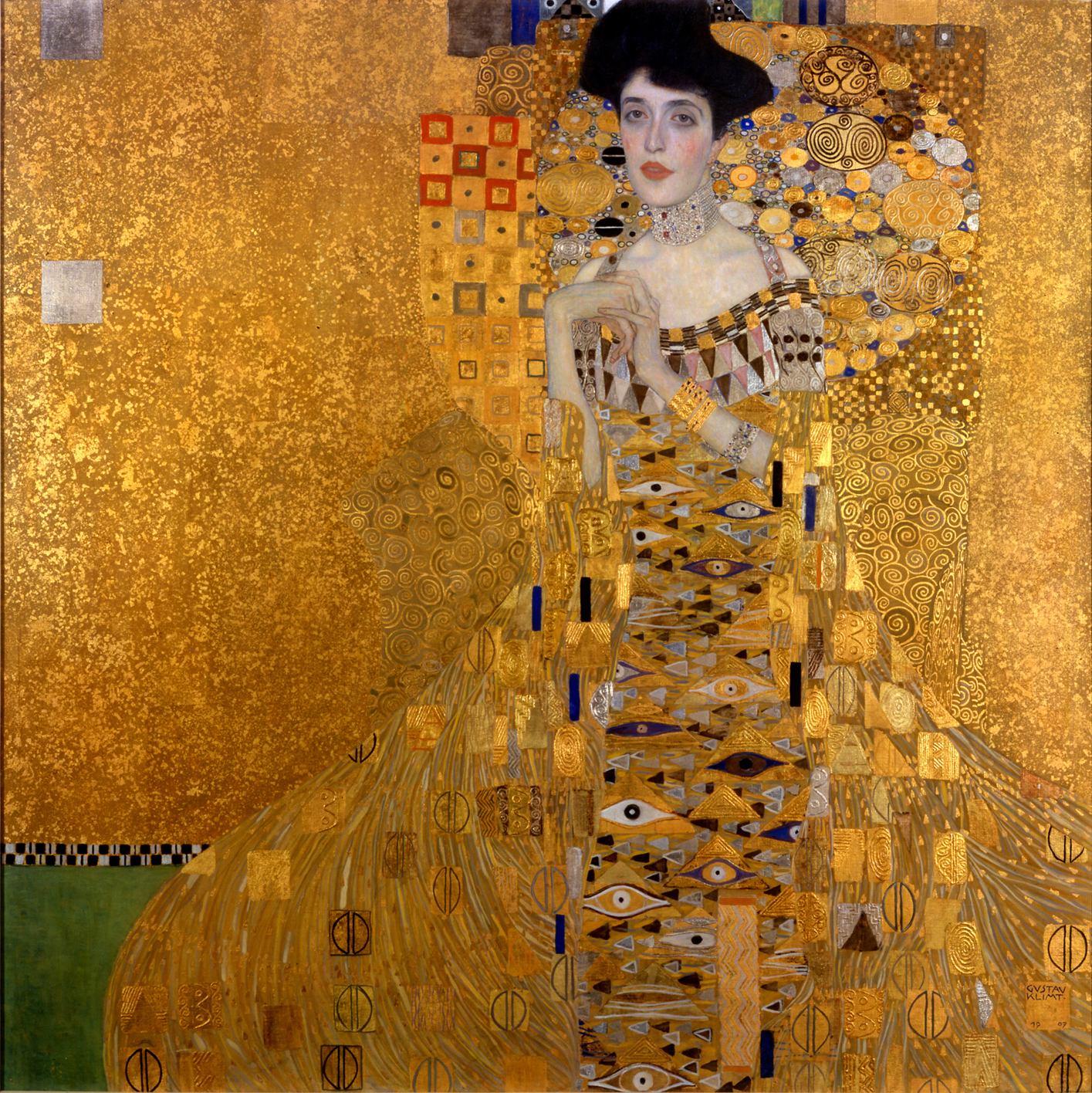
Gustav Klimt: Goldene Adele, portrét Adele Bloch-Bauerové, manželky česko-rakouského podnikatele Ferdinanda Bloch-Bauera

- Adele Bloch-Bauerová (1881-1925) manželka podnikatele pražského rodáka Ferdinanda Blocha-Bauera, je známa především díky malbě Adele Bloch-Bauer I („Goldene Adele“) Gustava Klimta z roku 1907
- Elsa von Gutmann (vlastním jménem Elisabeth, 1875–1947) byla kněžna z Lichtenštejna.